# Sumner (condado de Kankakee, Illinois)
Sumner é um dos dezessete distritos do condado de Kankakee, Illinois, Estados Unidos. De acordo com o censo de 2010, sua população era de 910 pessoas e contava com 337 unidades habitacionais. De acordo com o censo de 2010, a cidade tem uma área total de 96.5 km².